# Группа реагирования на инциденты информационной безопасности
Группа реагирования на инциденты информационной безопасности (ГРИИБ), (англ. Information Security Incident Response Team
(ISIRT)) — это группа квалифицированных и доверенных членов организации, которая выполняет, координирует и поддерживает реагирование на нарушения информационной безопасности, затрагивающие информационные системы в пределах определённой зоны ответственности.

### Состав ГРИИБ
1. Количество и состав данного персонала должны соответствовать масштабу и целям деятельности организации.
2. ГРИИБ может представлять собой отдельно созданную команду или коллектив привлечённых сотрудников из разных подразделений организации (например, ИТ/телекоммуникации, бухгалтерия, отделы кадров и маркетинга).
3. Руководитель ГРИИБ должен иметь отдельную линию для оповещения руководства, изолированную от прочих бизнес-процессов.

### Обязанности ГРИИБ
Обязанности ГРИИБ можно разделить на 2 основные группы:
- действия в реальном времени, непосредственно связанные с главной задачей - реагированием на нарушения;
- профилактические действия, играющие вспомогательную роль и осуществляемые не в реальном масштабе времени.

Первая группа включает оценку входящих докладов (классификация нарушений) и работу над поступившей информацией вместе с другими группами, поставщиками услуг Internet и иными организациями (координация реагирования), а также помощь локальным пользователям в восстановлении работы после нарушения (разрешение проблем).
Классификация нарушений включает в себя:
- оценка докладов: входящая информация ранжируется по степени важности, соотносится с продолжающимися событиями и выявляемыми тенденциями;
- верификация: выявляется нарушение и его масштабы.

Координаций реагирования включает в себя:
- категорирование информации: информация, относящаяся к нарушению (регистрационные журналы, контактная информация и т.д.) категорируется согласно политике раскрытия сведений;
- координация: в соответствии с политикой раскрытия сведений о нарушении извещаются другие стороны.

Обязанность разрешения проблем заключается в следующем:
- техническая поддержка;
- искоренение проблем: устранение причин нарушения и его проявлений;
- восстановление: помощь в возвращении систем в нормальное состояние.

В профилактические действия входят:
- предоставление информации: поддержка архива известных уязвимых мест, способов разрешения прошлых проблем или организация списков рассылки с рекомендательными целями; предоставление средств безопасности (например, средств аудита);
- обучение и подготовка кадров;
- оценка продуктов;
- оценка защищённости организации;
- консультационные услуги.